# Ophiomages cristatus
Ophiomages cristatus är en ormstjärneart som beskrevs av Jean Baptiste François René Koehler 1923. Ophiomages cristatus ingår i släktet Ophiomages och familjen fransormstjärnor. Inga underarter finns listade i Catalogue of Life.